# Zenith Data Systems
Zenith Data Systems (ZDS) была основана в октябре 1979 года после того, как компания Zenith Radio Company купила компанию Heath Company за 64,5 миллиона долларов. Компания Heath Company была известна своей линейкой электронных наборов и микрокомпьютеров Heathkit, которые пользовались популярностью среди инженеров и энтузиастов компьютеров. Изначально ZDS базировалась в штаб-квартире Heath Company в городе Сент-Джозеф, штат Мичиган. Первые продукты ZDS были просто собранными версиями существующих компьютеров Heathkit, но через несколько лет компания начала продавать собственные системы, включая Z-100 — гибридный компьютер на базе Z80 и 8088, способный работать как с CP/M, так и с MS-DOS.
ZDS избегала розничного потребительского рынка и сосредоточилась на бизнес- и государственных клиентах, таких как компании, университеты и правительственные агентства. Компания была ранним партнером Microsoft и лицензировала все языки Microsoft для 8-битных компьютеров Heath/Zenith. Программисты Microsoft начала 80-х годов делали большую часть своей работы, используя терминалы Zenith Z-29 с ЭЛТ-дисплеем, подключенные к центральным мейнфреймам. К концу 1980-х годов компания получила несколько крупных государственных контрактов на сумму нескольких сотен миллионов долларов, включая контракт на 242 миллиона долларов с Министерством обороны США — самый большой такой контракт в области компьютерной техники на тот момент. В 1986 году компания привлекла внимание СМИ, когда выиграла контракт у IBM на поставку портативного компьютера для Налоговой службы США.

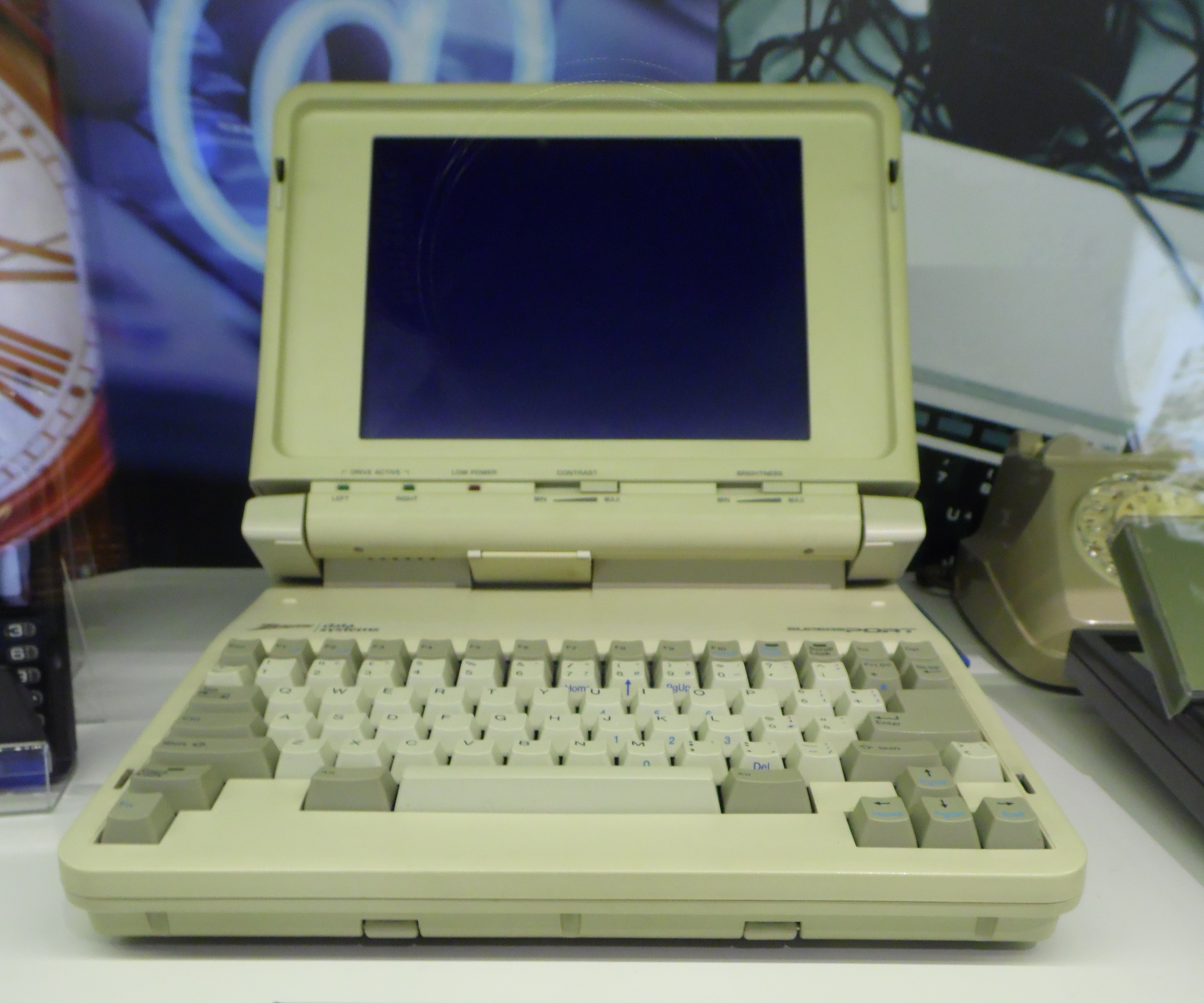
Zenith SupersPort

Один из самых успешных продуктов ZDS был ноутбук SupersPort, выпущенный в 1988 году. Он имел высокий спрос и вскоре завоевал около четверти всего американского рынка ноутбуков в том же году. Ноутбук имел процессор Intel 8088 со скоростью 4,77 МГц, жесткий диск емкостью 20 МБ и жидкокристаллический дисплей с разрешением 640x200 пикселей. Компания достигла пика по объёму выручки в 1988 году, заработав 1,4 миллиарда долларов.
Следующий год оказался трудным для ZDS, так как компания столкнулась с несколькими проблемами, включая отмену контракта с ВМС и неудачную попытку увеличить свои продажи настольных компьютеров для потребителей. В конце 1989 года ZDS была куплена французской компанией Groupe Bull за 511—635 миллионов долларов. После покупки ZDS переехала из Мичигана в Баффало-Гров, штат Иллинойс. В 1991 году руководство ZDS перешло к Энрико Песатори, который попытался восстановить отношения с дилерами, а также разнообразить ассортимент продукции и способы продаж. ZDS постепенно восстанавливалась в начале 1990-х годов, получив помощь от выгодного контракта с Пентагоном в 1993 году. В том же году Песатори был заменен Жаком Ноэлем из Nokia, который ещё больше расширил линейку продуктов компании. Выручка ZDS стабильно росла как на североамериканском, так и на европейском рынках в начале 1994 года.
В 1996 году ZDS объединилась с Packard Bell и NEC, создав компанию Packard Bell NEC Inc. Бренд Zenith Data Systems был окончательно прекращен в 1999 году..

## Список наиболее значимых продуктов компании
- Z-19 — терминал с ЭЛТ-дисплеем, выпущенный в 1980 году.
- Z-29 — терминал с ЭЛТ-дисплеем, который использовался программистами Microsoft в начале 80-х годов.
- Z-89 — настольный компьютер на базе Z80, выпущенный в 1981 году.
- Z-120 — портативный компьютер в виде чемодана, выпущенный в 1982 году.
- Z-160 — настольный компьютер на базе Intel 8086, выпущенный в 1983 году.
- ZP-150 — один из первых ноутбуков, выпущенных в 1984 году.
- Z-248 — настольный компьютер на базе Intel 80286, выпущенный в 1986 году.
- Z-286 LP — настольный компьютер на базе Intel 80286, выпущенный в 1987 году.
- Z-386 — настольный компьютер на базе Intel 80386, выпущенный в 1987 году.
- Z-NOTE — серия ноутбуков на базе Intel 80486, выпущенная в 1993 году.
- Z-Star — ноутбук с сенсорным экраном и ручкой для ввода, выпущенный в 1993 году.
- Z-STATION — серия настольных компьютеров на базе Intel Pentium, выпущенная в 1994 году.